# Scutus antipodes
Scutus antipodes là một loài ốc biển, là động vật thân mềm chân bụng sống ở biển thuộc họ Fissurellidae.

## Phân bố
S. antipodes is đặc hữu của the waters off miền đông Úc và Tasmania.